# Rahul Dev
Rahul Dev (ur. 27 września 1968) – indyjski, bollywoodzki i tollywoodzki aktor oraz były model.
Debiutował w 1997 roku w filmie akcji Dus (1997), nieukończonym z powodu śmierci reżysera, więc jego właściwym debiutem stał się Champion, gdzie zagrał negatywną rolę. Od tego czasu gra w filmach w języku hindi i telugu, w rolach negatywnych i drugoplanowych. Jego brat – Mukul Devgra też w filmach i w TV.

## Filmografia

### Hindi
- Aa Dekhen Zara (2009)
- Do Lucky (2009)
- Blue (2009)
- Ek – The Power of One (2008)
- The Flag (2007)
- Untitled Sangeeth Sivan Project (2007) – Sadhu
- Jimmy (2007)
- Phansi (2007)
- Khabar (2007)
- Surya (2006)
- Sarhad Paar (2006)
- Jaane Hoga Kya (2006)
- Adharm (2006)
- Fight Club – Members Only (2006)
- Benaam (2006)
- Mazhab (2006)
- Kachchi Sadak (2006)
- Iqraar (2006)
- Mukhbiir (2006)
- Insan (2005)
- Agni Pankh (2004)
- Bardaasht (2004)
- Aan (2004)
- 88 Antop Hill (2003)
- Kyon? (2003)
- Supari (2003)
- Footpath (2003)
- 23rd March 1931: Shaheed (2002)
- Awara Paagal Deewana (2002)
- Mukt (2001)
- Aashiq (2001)
- Aśoka Wielki (2001)
- Champion (2000)
- Dus (1997) (Incomplete)
- Awara Paagal Deewana (1997) (Incomplete)

### Telugu
- Tulasi (2007)
- Don (2007)
- Munna (2007)
- Okkadunnadu (2007)
- Chinnodu (2006)
- Seetha Ramudu (2006)
- Pournami (2006)
- Jai Chiranjeeva (2005)
- Poszukiwany (Athadu, 2005)
- Narasimhudu (2005)
- Mass (2004)
- Andhrawala (2004)
- Simhadri (2003)
- Takkari Donga (2002)

### Tamilski
- Aadhavan (2009)
- Mazhai (2005)